# Andreas Hanger

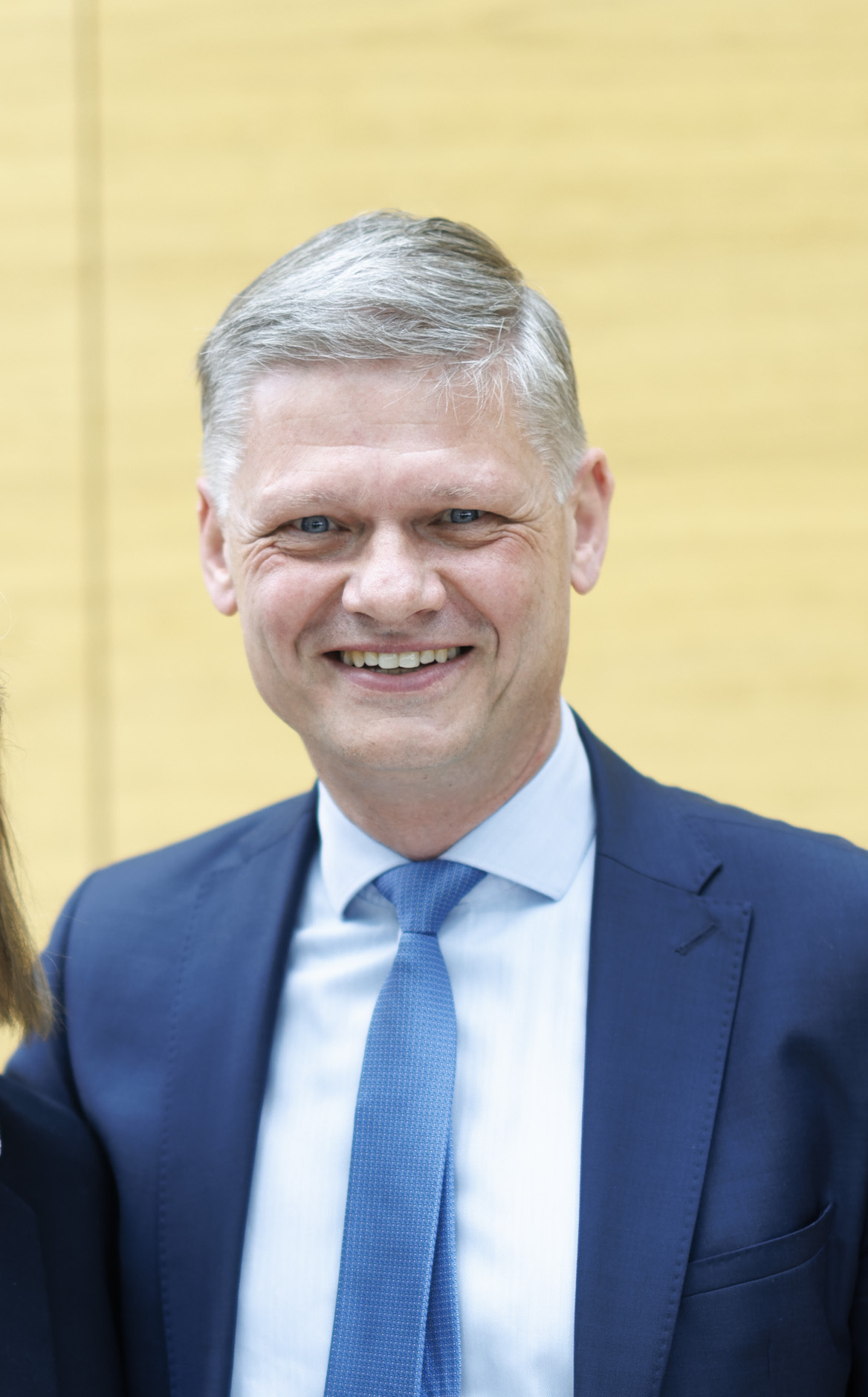
Andreas Hanger (2024)

Andreas Hanger (* 19. Juni 1968 in Waidhofen an der Ybbs) ist ein österreichischer Politiker (ÖVP) und Geschäftsführer. Seit 2013 ist er Abgeordneter zum österreichischen Nationalrat.

## Ausbildung und Beruf
Hanger besuchte zwischen 1974 und 1978 die Volksschule in Ybbsitz und von 1978 bis 1982 die Hauptschule Ybbsitz. Er absolvierte zwischen 1982 und 1987 die Höhere Technische Lehranstalt für Holzwirtschaft in Kuchl und legte dort die Matura ab. Von 1987 bis 1988 leistete er den Präsenzdienst ab und begann im September 1988 ein Studium der Betriebswirtschaftslehre an der Wirtschaftsuniversität Wien. 1994 schloss er sein Studium mit dem akademischen Grad Magister der Sozial- und Wirtschaftswissenschaften ab. Beruflich war Hanger zwischen 1994 und 1995 als Assistent der Geschäftsleitung der Welser Profile AG tätig, von 1995 bis 1999 hatte er dort die Leitung des Personalwesens inne. Er wechselte 1999 als Leiter des Personalwesens zur Bene Büromöbel KG und wurde 2001 Geschäftsführer der Konnex-Personalberatung. 2003 wechselte er in die Verkaufsleitung der Mosser Leimholz GmbH, wo er bis 2011 tätig war. Hanger ist seit Oktober 2010 zudem Geschäftsführer der Norwin Handels GmbH (Großhandel).

## Politik und Funktionen
Hanger ist seit dem 20. März 1992 Gemeindeparteiobmann der ÖVP Ybbsitz und wirkt in der Gemeinde als Geschäftsführender Gemeinderat mit den Ressorts Finanzen, Kultur und Raumordnung. Er wurde im April 2008 Mitglied des Bezirksparteivorstandes und des Bezirksparteipräsidiums der ÖVP Amstetten und ist zudem seit 2008 Teilbezirksparteiobmann der ÖVP Waidhofen an der Ybbs. Darüber hinaus wurde er 2010 Mitglied des Bezirksvorstandes des ÖAAB Amstetten.
Hanger ist Vorstandsmitglied im Regionalen Entwicklungsverband Niederösterreich West - Verein zur Förderung und Koordinierung regionaler Aktivitäten im Bereich des Mostviertels, ab 2009 war er Obmann des Kulturparks Eisenstraße-Ötscherland, seit 2011 1. Obmann-Stellvertreter der Tourismusregion Mostviertel.
Hanger kandidierte bei der Nationalratswahl 2013 und erlangte ein Mandat über den Regionalwahlkreis Mostviertel. Er wurde am 29. Oktober 2013 als Abgeordneter angelobt.
2021 folgte ihm Werner Krammer als Obmann des Regionalentwicklungsvereins Eisenstraße Niederösterreich nach, Hanger erhielt die Ehrenobmannschaft. Ebenfalls 2021 wurde er Präsident des Österreichischen Zivilschutzverbandes.
Nach der Nationalratswahl 2024 schied er am 23. Oktober 2024 aus dem Nationalrat aus, am 20. November 2024 rückte er für Magnus Brunner in der XXVIII. Gesetzgebungsperiode in den Nationalrat nach.

## Rolle in der Ibiza- und Kurzaffäre
Als Fraktionsführer im Ibiza-Untersuchungsausschuss verschickte Andreas Hanger eine E-Mail mit „Sudeldossiers“ über seine politische Konkurrenz unabsichtlich an ebendiese. Seine offensive Rhetorik, mit der er Arbeitsweise und Gegenstand des Untersuchungsausschusses kommentierte, nahm das Satiremedium „Die Tagespresse“ zum Anlass, Hanger wegen unlauteren Wettbewerbs zu klagen, da seine Wortmeldungen nur als Satire verstanden werden könnten. Ein Antrag auf einstweilige Verfügung wurde aber gerichtlich abgelehnt.
Im Zuge der Hausdurchsuchungen in der ÖVP-Korruptionsaffäre beschuldigte Hanger die Wirtschafts- und Korruptionsstaatsanwaltschaft der voreingenommenen und parteiischen Ermittlungsarbeit. Er sprach von „linken Zellen“, die sich in den Reihen der Staatsanwaltschaft befänden. Konkrete Beweise für die Vorwürfe brachte er nicht vor. Die Aussagen riefen starke Kritik aus der Politik und Justiz hervor.
Wegen einer falschen Tatsachenbehauptung in der Pilnacek-Tonbandaffäre wurde Hanger zu Unterlassung beziehungsweise Widerruf verurteilt. Er darf nicht mehr behaupten, dass FPÖ-Chef Herbert Kickl in die heimliche Tonaufnahme oder Veröffentlichung der Mitschnitte involviert war.

## Privates
Hanger ist verheiratet und Vater von zwei Kindern und wohnt in Ybbsitz. Seine Tochter Sabine Hanger kandidierte als Spitzenkandidatin für die AktionsGemeinschaft bei der ÖH-Wahl 2021.